# Antarctoscyphus encarnae
Antarctoscyphus encarnae är en nässeldjursart som beskrevs av Peña-Cantero, García-Carrascosa och Vervoort 1997. Antarctoscyphus encarnae ingår i släktet Antarctoscyphus och familjen Sertulariidae.
Artens utbredningsområde är Södra Ishavet. Inga underarter finns listade i Catalogue of Life.